# Vatadage de Polonnaruwa
El Vatadage de Polonnaruwa és una antiga estructura que es remunta al Regne de Polonnaruwa de Sri Lanka. Es creu que va ser construït durant el regnat de Parakramabahu I per contenir la relíquia de la dent de Buda o durant el regnat de Nissanka Malla de Polonnaruwa per contenir el bol de l'almoina utilitzat per Buda. Ambdues venerades relíquies haurien donat a l'estructura un gran significat i importància en l'època. Situat a l'antiga ciutat de Polonnaruwa, és l'exemple millor conservat de vatadage del país, i ha estat descrit com el "desenvolupament final" d'aquest tipus d'arquitectura. Abandonat durant diversos segles, els treballs d'excavació al Vatadage de Polonnaruwa van començar el 1903.
Construïda per a la protecció d'una petita stupa, l'estructura té dues plataformes de pedra decorades amb elaborades talles de pedra. S'accedeix a la plataforma inferior per una única entrada orientada al nord, mentre que a la segona plataforma s'hi pot accedir a través de quatre portals orientats cap als quatre punts cardinals. La plataforma superior, envoltada per un mur de maó, conté la stupa. Al seu voltant hi ha quatre estàtues de Buda assegudes, cadascuna mirant cap a una de les entrades. També s'hi havien disposat tres fileres concèntriques de columnes de pedra, presumiblement per sostenir un sostre de fusta. Tota l'estructura està decorada amb talles de pedra. Algunes de les talles del Vatadage de Polonnaruwa, com les seves sandakada pahanas, es consideren els millors exemples d'aquestes característiques arquitectòniques. Encara que alguns arqueòlegs han suggerit que també tenia un sostre de fusta, aquesta teoria és discutida per altres.

## Història

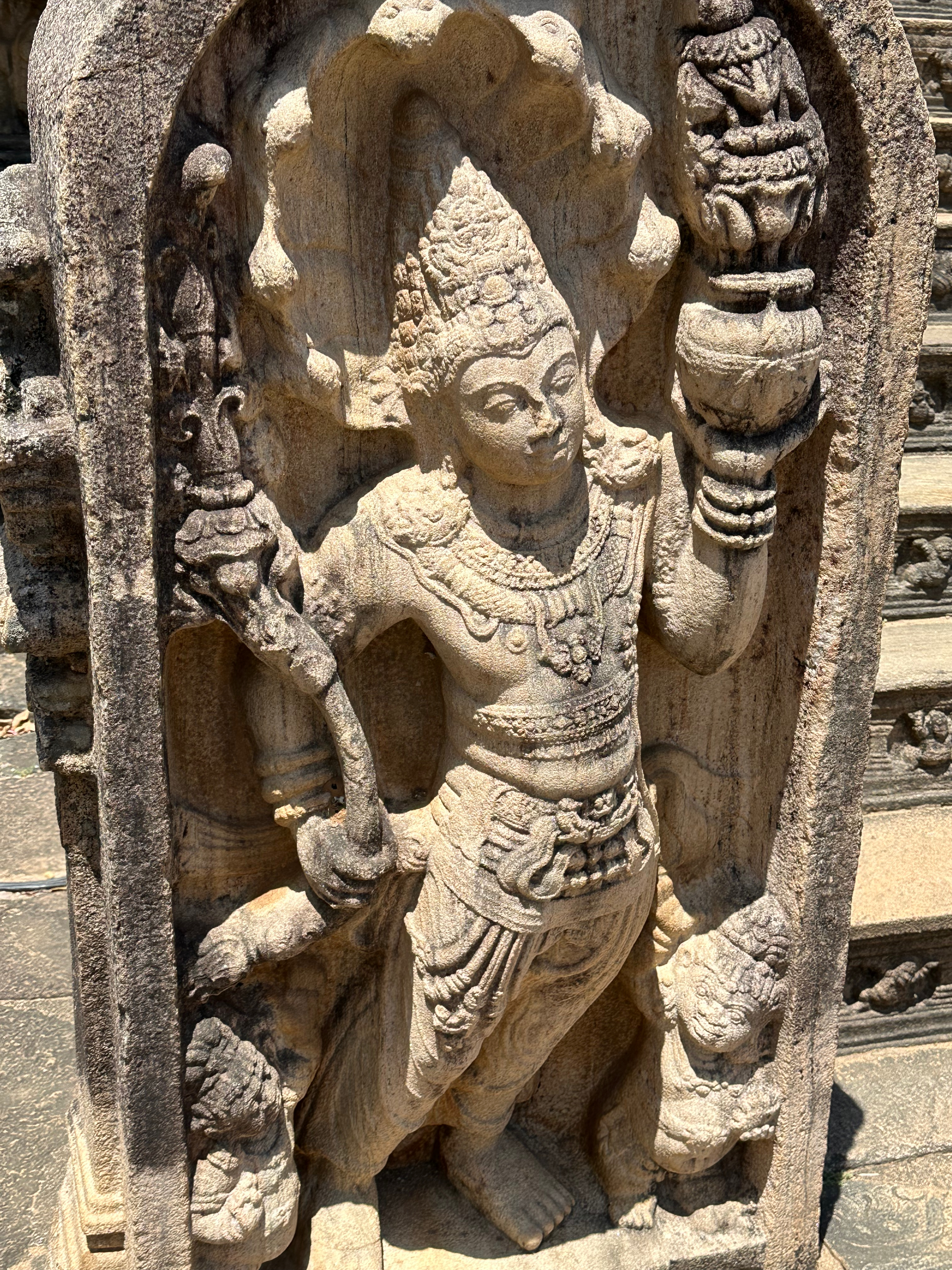
Un Nagaraja de set caps sosté un elaborat tronc floral i una gerra de l'abundància, amb ganas als seus peus, en un disseny que simbolitza la prosperitat. Aquesta pedra de guarda es troba a l'entrada oriental del Vatadage.

Les teories varien entre arqueòlegs i historiadors sobre qui va construir el Vatadage de Polonnaruwa i quan. Una d'aquestes teories suggereix que va ser construïda per Parakramabahu I durant el seu regnat al segle XII. El Culavamsa, una crònica antiga, esmenta que va construir un santuari circular de pedra per contenir la relíquia de la dent de Buda. L'arqueòleg Harry Charles Purvis Bell creia que aquest santuari és el Vatadage de Polonnaruwa. Això es contradiu amb diverses fonts antigues de l'illa, incloses Rajavaliya i Poojavaliya, que esmenten que va ser construïda per Nissanka Malla. Tanmateix, segons els estudis d'Arthur Maurice Hocart, Nissanka Malla només va renovar un edifici ja existent i va fer alguns afegits com l'entrada i el porxo exterior. Wilhelm Geiger, que va traduir l'antic Mahavamsa, i l'historiador HW Codrington coincideixen amb aquesta teoria. Una inscripció de pedra propera fixada per Nissanka Malla enumera el Vatadage entre les seves construccions. En això, afirma que va ser construït per un dels seus generals sota la seva pròpia direcció.
Una característica única de l'arquitectura de l'antic Sri Lanka, els vatadages van ser construïts per a la protecció de petites stupes que tenien una relíquia important consagrada o eren construïdes sobre un terreny sagrat. Si el Vatadage de Polonnaruwa és el santuari construït per Parakramabahu I, la relíquia de la dent de Buda hi hauria estat consagrada. Una altra possibilitat és que el bol d'almoina utilitzat pel Buda hagi estat consagrat aquí. Ambdues relíquies eren objectes importants en l'antiga cultura de Sri Lanka, i haurien convertit el Vatadage de Polonnaruwa en un dels edificis més significatius i venerats del país.
Polonnaruwa va ser abandonat el 1215 després d'una invasió de l'invasor Kalinga Magha de la dinastia Ganga Oriental. El Vatadage de Polonnaruwa sembla haver estat abandonat amb la caiguda del regne, i no se'n fa menció a les cròniques en períodes posteriors. No va ser fins al 1903 que el Departament d'Arqueologia va començar els treballs d'excavació al jaciment amb Bell, que va assenyalar que en aquell moment era "només un munt de terra".

## Arquitectura

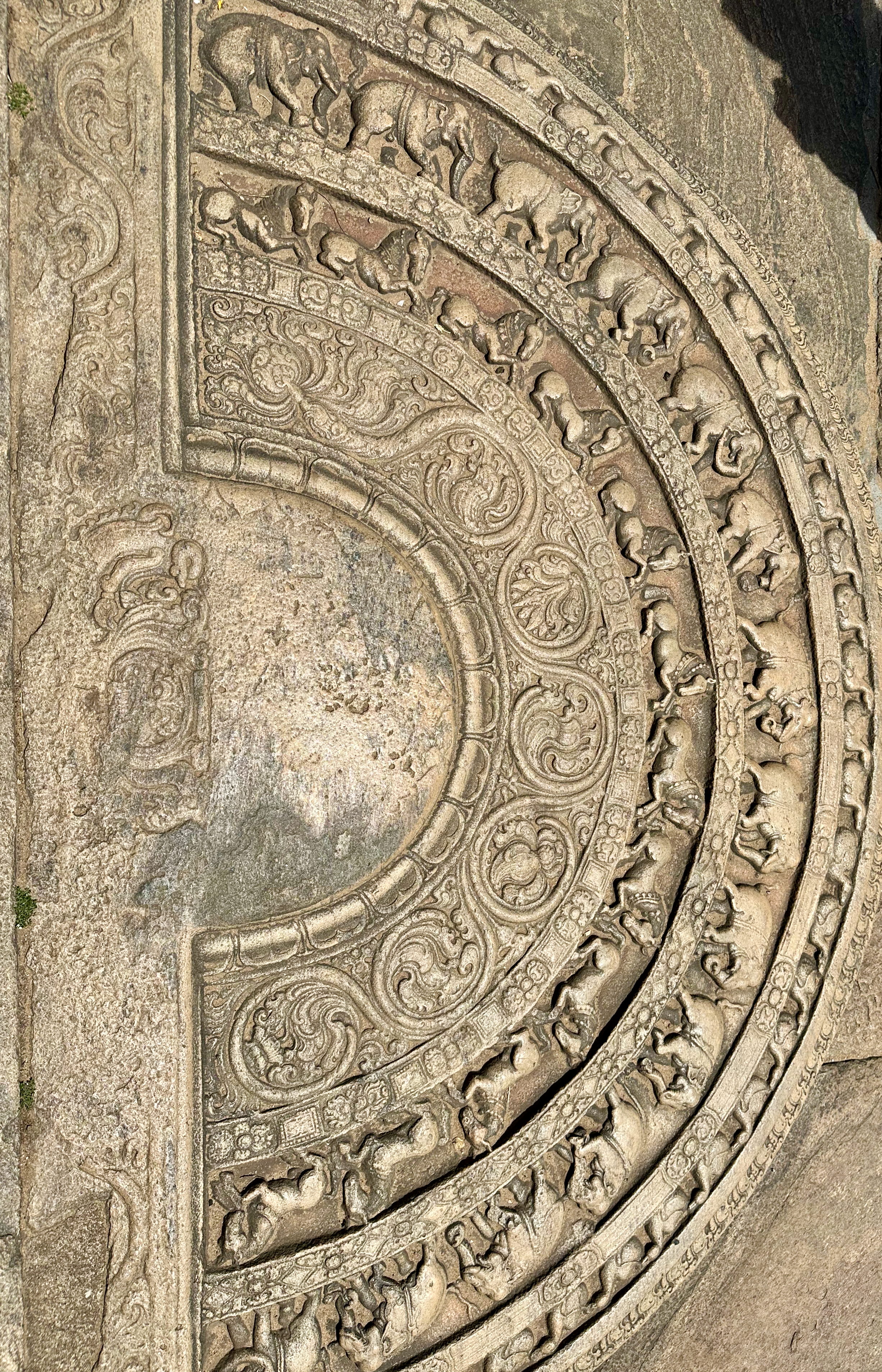
Una sandakada pahana a una de les entrades.

En l'antiga Sri Lanka, es feia servir la mà d'obra dels ciutadans en obres de construcció i reparació com a forma de pagament d'impostos. Aquesta mà d'obra també podria haver estat utilitzada en la construcció del Vatadage de Polonnaruwa. No obstant això, la qualitat de les obres indica que la major part de la tasca podria haver estat realitzada per artesans qualificats. L'arquitectura d'estructures de tipus vatadage va estar al seu punt àlgid durant el període Polonnaruwa, i es considera que el Vatadage de Polonnaruwa és el seu "desenvolupament definitiu". Algunes de les característiques més sorprenents de l'estructura són les seves elaborades talles de pedra. La sandakada pahana (pedra de lluna) a l'entrada nord i les dues muragalas (pedra de guàrdia) a l'entrada est es consideren els millors exemples d'aquestes característiques arquitectòniques pertanyents al període Polonnaruwa. Aquests elements decoratius es col·locaven habitualment a les entrades dels edificis monàstics de l'antic Sri Lanka, i els historiadors creuen que les sandakada pahanas representen el cicle de Saṃsāra en el budisme. Segons Bell, les talles als costats de la plataforma superior són "incomparables, sigui a Anuradhapura sigui a Polonnaruwa, i probablement a qualsevol altre santuari budista de Ceilan".
Les columnes de pedra rectes i simètriques que es troben al Vatadage de Polonnaruwa són bastant semblants a les que es veuen als edificis del període Anuradhapura. El peu de cada columna està tallat en forma de flor de lotus. L'arqueòleg Senarath Paranavithana ha suggerit que aquestes columnes de pedra havien suportat un sostre de fusta. Això és àmpliament acceptat, i els claus i les teules que es troben a les excavacions sembla que ho avalen. Tanmateix, una altra teoria és que el Vatadage no tenia sostre, i les columnes de pedra servien per penjar llums, cortines o símbols budistes.

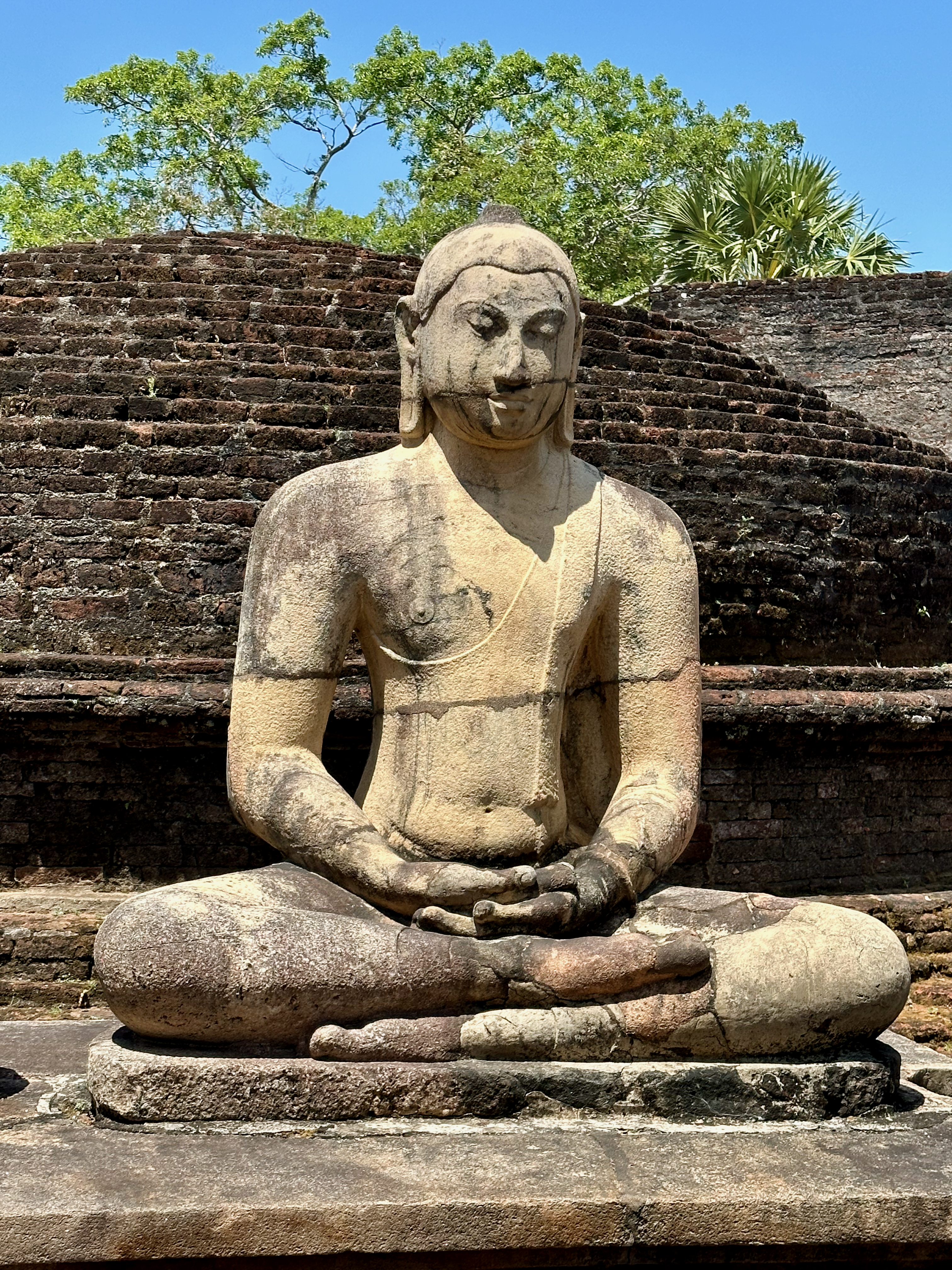
Una de les estàtues de Buda a la plataforma superior, situada al costat de l'estupa. La paret de maó és visible al fons.

El mur de maó al voltant de la plataforma també es troba en un estat de conservació considerable, tot i que s'han trencat parts. És bastant gruixut — 76 cm — i presumiblement es va construir per protegir l'stupa dels costats. Hi ha evidència que la superfície interior del mur havia estat decorada amb pintures. La seva part inferior està coberta per panells de pedra amb gravats d'un disseny floral. Sota la paret, el costat de la plataforma superior està decorat amb talles, igual que el lateral de la plataforma inferior.
Les quatre estàtues de Buda, que representen el Dhyana mudra, també estan tallades en roca sòlida. Dues d'elles estan més o menys intactes avui dia, mentre que de les altres dues només en queden parts. Sembla que l'stupa del mig era del disseny Bubbulakara (en forma de bombolla) que es veu habitualment a Sri Lanka. La part superior ha estat destruïda, i ara només queda la part inferior en forma de cúpula. No obstant això, només té dues Pesavas (els anells que es troben a la base de les stupes) en lloc dels tres tradicionals.